# Marktschellenberg
Marktschellenberg település Németországban, azon belül Bajorországban. Lakosainak száma 1770 fő (2023. december 31.). Marktschellenberg Berchtesgaden és Schellenberger Forst községekkel határos.

## Népesség
A település népessége az elmúlt években az alábbi módon változott:
| Lakosok száma | 1706 | 1726 | 1749 | 1738 | 1750 | 1785 | 1799 | 1776 | 1751 | 1770 |
|               | 1975 | 1987 | 2012 | 2013 | 2014 | 2016 | 2017 | 2019 | 2022 | 2023 |